# Marco Cavagna
Marco Cavagna (1958 – 9 agosto 2005) è stato un astronomo amatoriale italiano, scopritore di asteroidi.
Cavagna si è interessato allo studio ed all'osservazione di vari tipi di oggetti o fenomeni astronomici: stelle variabili, comete, asteroidi, occultazioni asteroidali.
Cavagna ha fatto parte del team che lavora all'Osservatorio astronomico di Sormano ed è stato tra i fondatori dell'associazione "Gruppo astrofili Brianza" che lo gestisce.
Cavagna è stato anche uno dei fondatori nel 1989 dell'associazione CieloBuio che si occupa di inquinamento luminoso, ha fatto parte anche di varie altre associazioni astronomiche tra le quali l'AAVSO (le osservazioni che inviava portano la sigla CIT), è stato consulente della Commissione 20 della Sezione III dell'Unione Astronomica Internazionale.
È morto in seguito ad un ictus.

## Riconoscimenti
Nel 1999 gli è stato dedicato un asteroide, 10149 Cavagna ed il principale telescopio dell'Osservatorio Astronomico Sormano.
| 7199 Brianza           | 28 marzo 1994     | con V. Giuliani  |
| 7848 Bernasconi        | 22 febbraio 1996  | con A. Testa     |
| 8106 Carpino           | 23 dicembre 1994  | con P. Sicoli    |
| 8935 Beccaria          | 11 gennaio 1997   | con P. Sicoli    |
| 13777 Cielobuio        | 20 ottobre 1998   | con A. Testa     |
| 16682 Donati           | 18 marzo 1994     | con V. Giuliani  |
| 19287 Paronelli        | 22 febbraio 1996  | con A. Testa     |
| 19318 Somanah          | 2 dicembre 1996   | con F. Manca     |
| 23571 Zuaboni          | 1º gennaio 1995   | con E. Galliani  |
| (31254) 1998 DK        | 27 febbraio 1998  | con P. Chiavenna |
| 33035 Pareschi         | 27 settembre 1997 | con A. Testa     |
| 33151 Tomasobelloni    | 25 febbraio 1998  | con P. Ghezzi    |
| 31254 Totucciogrisanti | 27 febbraio 1998  | con P. Chiavenna |
| 35316 Monella          | 11 gennaio 1997   | con P. Sicoli    |
| 55854 Stoppani         | 8 novembre 1996   | con P. Chiavenna |
| 69971 Tanzi            | 18 novembre 1998  |                  |
| 79382 Aliprandi        | 8 aprile 1997     | con P. Chiavenna |
| (85433) 1997 CJ        | 13 febbraio 1997  | con A. Testa     |